# Teun van Dijck
Antoine Pierre Cornelis (Teun) van Dijck (Venlo, 13 september 1963) is een Nederlands politicus. Namens de Partij voor de Vrijheid (PVV) is hij sinds 30 november 2006 lid van de Tweede Kamer der Staten-Generaal.
Van Dijck is opgeleid als bedrijfskundig ingenieur. Van 1993 tot 2006 woonde hij in Willemstad (Curaçao). Daar was hij organisatieadviseur en ondernemer. Met 114 voorkeurstemmen was Van Dijck het Kamerlid met de minste voorkeurstemmen in de verkiezingen van 2006. In de verkiezingen van 2010 haalde hij ruim negenhonderd stemmen meer. In de Tweede Kamer houdt hij zich bezig met financiën, economische zaken en rijksuitgaven.

## Persoonlijk
Van Dijck is woonachtig te Scheveningen. Hij is een jeugdvriend van PVV-leider Geert Wilders en gehuwd met voormalig Miss Curaçao Jasmin Clifton. Hij heeft drie kinderen.

## Varia
Van Dijck wordt op de website van de Tweede Kamer aangeduid met de voornaam 'Tony' en als zodanig wordt zijn naam ook vermeld boven kamerstukken. Zelf gebruikt hij echter de voornaam Teun, aangezien zijn ouders, zussen en vrienden hem altijd zo genoemd hebben. De naam 'Tony' is ontstaan in zijn muzikale verleden, waar hij regelmatig optrad onder zijn artiestennaam 'Tony Saxofoni'. 'Tony' is dus eigenlijk een bijnaam, die gezien de internationale klank en zijn bedrijvigheden op het meertalige eiland Curaçao door hemzelf, en steeds meer mensen, gebruikt werd. Toen hij weer was aangekomen in Nederland ontstond hierover onduidelijkheid.